# Eutelsat 28A
Eutelsat 28A – satelita telekomunikacyjny wyniesiony na orbitę 8 marca 2001, należący do konsorcjum Eutelsat.
Początkowo nosił nazwę Eutelsat W1R, następnie Eurobird 1, a obecną nazwę Eutelsat 28A otrzymał 1 marca 2012 w ramach ujednolicenia nazw satelitów przez Eutelsat.
Znajduje się na orbicie geostacjonarnej (nad równikiem) na pozycji 28,5 stopnia długości geograficznej wschodniej. 

## Opis satelity i jego misji
Zbudowany został przez firmę Alcatel Space Industries w oparciu o platformę Spacebus 3000 B2. Posiada 24 transpondery (oraz 6 zapasowych) pracujące w paśmie Ku. Minimalny czas jego pracy planowany jest na 12 lat.
Satelita ten nadaje sygnał stacji telewizyjnych i radiowych oraz dane (dostęp do internetu) do odbiorców w Europie (głównie Centralnej i Zachodniej, ze szczególnym uwzględnieniem Wielkiej Brytanii). Jego sygnał jest także osiągalny w Afryce Północnej i w Turcji. Możliwy jest jego odbiór łącznie z satelitami Astra 2 (znajdującymi się na pozycji 28,2°E): 2E, 2F oraz 2G.
Prawie wszystkie transpondery nadawcze tego satelity zajmuje brytyjska platforma cyfrowa Sky (kodowanie: Videoguard).

## Niektóre programyniekodowanenadawane z satelity Eutelsat 28A
- muzyczne
  - B4U Music
  - Bliss (gł. pop)
  - Brit Asia TV
  - Channel AKA (urban)
  - Chart Show TV (gł. pop)
  - Clubland TV (dance)
  - Dance Nation (dance)
  - Flava (gł. pop)
  - Hi TV Nigeria
  - Lava
  - Music India
  - NME TV
  - Scuzz (rock)
  - Starz
  - The Vault (gł. pop)
  - Zing
- filmy/dokumentalne
  - CBS Action
  - CBS Drama
  - CBS Reality (wersja UK)
  - CBS Reality +1 (wersja UK)
  - Film 24
  - Horror Channel
  - Horror Channel +1
  - Men & Movies
  - Movies4Men
  - Movies4Men +1
  - Movies4Men2
  - Movies4Men2 +1
  - NDTV Imagine
  - Sunrise TV
  - Travel Channel UK
  - Travel Channnel +1 UK
  - True Entertainment
  - True Movies
  - True Movies 2
  - Wedding TV UK
- dla dzieci
  - Al Jazeera Children's Channel
  - Kix!
  - Pop!
  - Pop Girl
  - Pop Girl +1
  - Tiny Pop
  - Tiny Pop +1
- informacyjne
  - Abu Dhabi TV
  - Al Jazeera English
  - ARY One World
  - Bloomberg UK
  - CGTN
  - Euronews
  - France 24 English
  - Information TV
  - NHK World-Japan
  - Phoenix CNE (Chinese)
  - Press TV
  - PTV Global
  - PTV Prime (wersja UK)
  - RT
- religijne
  - Ahl-E-Bait TV
  - Ahlulbayt Satellite Channel
  - Daystar TV
  - DM Digital TV
  - EWTN Europe
  - Faith World TV
  - Glory TV
  - God TV Europe
  - Gospel Channel Europe
  - Hidayat TV
  - INI (Inspiration Network International)
  - Islam Channel
  - Iqra UK
  - KICC TV
  - LoveWorld
  - Madani Channel
  - MATV National
  - MTA International
  - Noor TV UK
  - Open Heaven TV
  - Peace TV
  - Peace TV Urdu
  - Revelation TV
  - Sangat
  - Sikh Channel
  - Supreme Master TV
  - Takbeer TV
  - TBN Europe
  - The Word Network
  - UCB TV
  - Ummah TV
  - Venus TV
  - Wonderful
- pozostałe programy
  - Aastha International
  - Active Channel
  - ATN Bangla (wersja UK)
  - BEN TV / NTA
  - BET UK
  - BET UK +1
  - Channel I
  - Channel S (wersja UK)
  - Chat Box
  - Community Channel
  - Disha
  - DOM TV
  - Fitness TV
  - Food Network
  - Food Network +1
  - Gay Date TV
  - Gay Network
  - High Street TV
  - Horse & Country TV
  - Luxury TV
  - Luxury HD
  - My Channel (wersja UK)
  - NTV Bangladesh
  - OBE TV
  - Open Access
  - Propeller TV
  - Record Internacional Europe
  - Renault TV UK
  - Retail Therapy TV
  - Retro TV
  - Showcase TV +1
  - Showcase TV 2
  - The Dating Channel
  - Vintage TV
  - Vox Africa
  - VPA
  - WTF